# 因卡佩爾卡山
14°07′20″S 71°12′52″W / 14.12222°S 71.21444°W
因卡佩爾卡山（Inka Pirqa），是秘魯的山峰，位於該國南部庫斯科大區，由坎奇斯省的孔巴帕塔區和聖巴勃羅區負責管轄，屬於安地斯山脈的一部分，海拔高度5,075米。